# Alzira (opéra)
Pour les articles homonymes, voir Alzira (homonymie).
 (avril 2021).
Si vous disposez d'ouvrages ou d'articles de référence ou si vous connaissez des sites web de qualité traitant du thème abordé ici, merci de compléter l'article en donnant les références utiles à sa vérifiabilité et en les liant à la section « Notes et références ».
Personnages
- Alvaro, père de Gusman, initialement Gouverneur du Perou (basse)
- Gusman, Gouverneur du Pérou (baryton)
- Ovando, un duc espagnol (ténor)
- Zamoro, chef de tribu péruvienne (ténor)
- Ataliba, chef de tribu péruvienne (basse)
- Alzira, fille d'Ataliba (soprano)
- Zuma, sa servante (mezzo-soprano)
- Otumbo, un guerrier américain (ténor)
- Soldats et officiers espagnols, hommes et femmes américains (chœurs)

Airs
- Risorto fra le tenebre - Zamoro - Prologue
- Un Inca, eccesso orribile - Zamoro - Prologue
- Eterna la memoria - Gusman - Acte I, Scène 1
- Quanto un mortal può chiedere – Gusman -  Acte I, Scène 1
- Nell'astro più che fulgido - Alzira - Acte I, Scène 2
- Da Gusman sul fragil barca – Alzira - Acte I, Scène 2
- Irne lungi ancor dovrei - Zamoro Acte II, Scène 2
- Non di codarde lagrime - Zamoro - Acte II, Scène 2

Alzira est une tragédie lyrique en deux actes avec prologue de Giuseppe Verdi sur un livret de Salvatore Cammarano tiré de la tragédie de Voltaire, Alzire ou les Américains (1736) et créé au Teatro San Carlo de Naples le 12 août 1845.

## Genèse
Au printemps 1844, Verdi, désormais reconnu, porté par le succès d'Ernani, reçoit une commande de Vincenzo Flaùto, l’imprésario du théâtre San Carlo de Naples. Ce serait une première pour Verdi, dans ce théâtre prestigieux, le troisième après La Scala de Milan et La Fenice de Venise. Le livret est écrit par Salvadore Cammarano, fameux poète et librettiste napolitain, le favori de Gaetano Donizetti. Verdi accepte, à la condition de choisir ses interprètes : Eugenia Tadolini, Gaetano Fraschini et Filippo Coletti.
Le travail de composition s’étire : Verdi est souffrant et la soprano Tadolini est enceinte. Fin juin 1845, le compositeur est à Naples pour parachever sa partition. 
Verdi est d'abord reçu chaleureusement, acclamé lors d'une représentation de I Due Foscari au San Carlo. Mais il comprend très vite qu'il devra affronter cabales et intrigues organisées par l'entourage de Saverio Mercadante. Et même la soprano Anna Bishop, qui aurait dû remplacer Tadolini alors qu'elle était enceinte, suborne les journalistes[réf. nécessaire].

## Argument

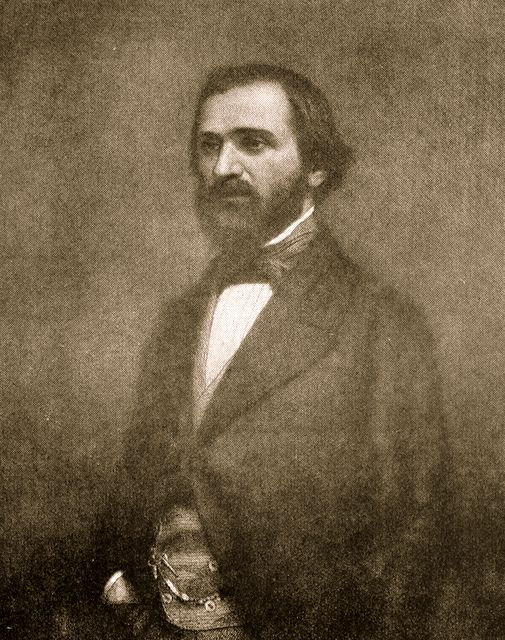
Giuseppe Verdi

L'action se déroule au Pérou au XVIe siècle.

### Prologue:«Le prisonnier»
L'histoire se déroule chez les Incas, sous domination espagnole. Une tribu d’irréductibles indiens vient de capturer un vieillard nommé Alvaro, le chef d’une garnison espagnole. Les Incas sont heureux car bientôt ils feront subir au pauvre homme les pires outrages. Celui-ci prie son Dieu de leur pardonner, car il n’est qu’humilité et miséricorde. Mais apparaît bientôt le jeune  Zamoro, chef des indiens. Il libère son prisonnier en raison de son grand âge, ce qui peine les membres de la tribu qui se réjouissaient du carnage. Zamoro explique aux siens qu’il vient d’échapper à l’emprise de l’infâme Gusmano, fils du vieillard, qui voulait le tuer. Zamoro est très frustré, car sa promise, Alzira, est retenue prisonnière à Lima. Il motive ses hommes pour aller la libérer et leur annonce que le Pérou tout entier est prêt à bouter l’envahisseur hors des frontières du pays.  

### Acte I:«Une vie contre une vie»
Alvaro, qui se remet à peine de sa captivité, remet à son fils Gusmano les prérogatives du pouvoir. Autour d’eux dansent les guerriers espagnols, chauffés à bloc par les désirs de conquêtes de leur souverain le roi d’Espagne et de tous les Espagnols. Rentre le colérique Ataliba, un chef Inca qui vient expliquer à Gusmano et à son père qu’il se soumet à leur autorité mais qu’il est hors de question qu’il lui donne à Gusmano la main de sa fille unique, Alzira, qui se remet à peine de la disparition subite de Zamoro (Atabila ignore – à ce stade de l’histoire – que Zamoro est revenu). Dans son palais, Alzira sommeille entourée de ses dames de compagnie qui chantent pour lui souhaiter de beaux rêves. Elle vient de faire un rêve étonnant : alors qu’elle s’échappait des bras de Gusmano, Zamoro lui est apparu et l’a ravie des mains de son oppresseur. Elle est donc persuadée que Zamoro est vivant. Alors que son papa la presse d’épouser Gusmano, elle refuse et prie son père de sortir. Alors que le vieillard s’éloigne, Zamoro fait irruption, ce qui permet à Alzira de tomber dans ses bras. Ensemble ils chantent un long duo d’amour. Mais Gusmano fait irruption entouré de ses troupes. Il s’ensuit un grand maelström dans lequel tout le monde jure de tuer son ennemi. 

### Acte II:«La vengeance d'un sauvage»
Un peu plus tard. Zamoro a été capturé par les Espagnols qui font déjà polir l’épée qui servira à lui couper la tête. Tous chantent la joie de massacrer un sauvage. Survient Alzira qui est venue sauver la tête de son amant. Gusmano lui fait une proposition relativement honnête : si elle consent à lui donner sa main, Zamoro sera libre. Alzira consent, mais par malice plus que par envie. Zamoro, de son côté est libéré par les siens. Ceux-ci lui apprennent les noces d’Alzira et de Gusmano. Ivre de rage il jure de faire périr la traîtresse et son futur époux. Un peu plus tard, dans la grande salle de cérémonie où se tiennent les fiançailles du couple, tout le monde est à la fête, sauf Alzira qui va devoir épouser un homme qui ne lui dit rien alors que son beau Zamoro court le maquis. Mais alors que Gusmano tend sa main baguée vers la belle, il est violemment frappé du poignard de Zamoro, qui est arrivé in-extremis. En agonisant, Gusmano pardonne à son assassin et lui prie d’épouser Alzira. Il les bénit, enfin, dans un grand sanglot d’agonie.

## Représentations

### Création
La création a lieu au Théâtre San Carlo de Naples, le 12 août 1845. L'accueil d'Alzira est mitigé, et bien que le public applaudisse tous les airs on peut parler d'un demi-succès ou d'un demi-échec. On remarque les applaudissements pauvres, la presse se moque, des chansonniers rédigent des couplets discourtois. 

### Distribution de la création
- Alvaro, père de Gusman, initialement Gouverneur du Pérou : Marco Arati (basse)
- Gusman, Gouverneur du Pérou : Filippo Coletti (baryton)
- Ovando, un duc espagnol : Ceci (ténor)
- Zamoro, chef de tribu péruvienne : Gaetano Fraschini (ténor)
- Ataliba, chef de tribu péruvienne : Michele Benedetti (basse)
- Alzira, fille d'Ataliba : Eugenia Tadolini (soprano)
- Zuma, sa servante : Maria Salvetti (mezzo-soprano)
- Otumbo, un guerrier américain : Francesco Rossi (|ténor)
- Orchestre et chœurs : Teatro San Carlo de Naples
- Maestro al cembalo : Giuseppe Verdi
- Premier violon et directeur d’orchestre :  Antonio Farelli
- Chef de chœur :  Giuseppe Puzone
- Décors :  Angelo Belloni

### Autres représentations
On dénombre treize représentations sur diverses scènes jusqu'en 1858, puis Alzira tombe dans l'oubli. Ce n'est qu'en 1967 que l'opéra est à nouveau joué, à Rome. On compte encore quelques représentations sporadiques par la suite[réf. nécessaire].

## Réception
Verdi feint d'ignorer le mauvais accueil réservé à Alzira, qui « restera au répertoire ». Néanmoins il envisage de le refondre pour Rome où l'opéra sera donné trois mois plus tard. Il n'en fera rien et l’échec s’avérera cuisant. 
Plusieurs raisons peuvent expliquer cet échec. D'abord, inspiré d'un texte de Voltaire Alzire ou les Américains, le sujet ne séduit pas, ou plus. Certes, Tancredi et Semiramide ont fourni la trame de bons livrets pour Rossini mais depuis 1830, les drames de Voltaire ne sont plus au goût du jour et difficilement transformables en tragédies romantiques. Alors que l'Alzire de Voltaire révèle un contenu éminemment religieux et philosophique, Salvatore Cammarano, en gomme l'ampleur épique et Alzira devient un triangle amoureux banal et convenu[non neutre]. 
D'autre part, les musicologues[Qui ?] affirment volontiers qu'Alzira contient un excès de banalités, déplorent une orchestration trop simple et manquant d'exotisme. Verdi lui-même reconnut la faiblesse de sa composition, "Cet opéra me fait mal au ventre ; y toucher ne ferait qu'empirer les choses".

## Enregistrements
- 1982 : Ileana Cotrubas ; Francisco Araiza ; Renato Bruson ; Chœur de la Radio Bavaroise ; Orchestre symphonique de la Radiodiffusion bavaroise ; Lamberto Gardelli chez Orpheo
- 1999 : Marina Mescheriakova (Alzira) ; Ramon Vargas (Zamoro) ;  Paolo Gavanelli (Gusmano) ; Chœur du Grand Théâtre de Genève ; Orchestre de la Suisse Romande ; Fabio Luisi chez Philips

### Sources
- Istituto di studi verdiani
- Ouvrage cité